# Alincourt
Alincourt ist eine französische Gemeinde mit 161 Einwohnern (Stand 1. Januar 2022) im Département Ardennes in der Region Grand Est. Sie gehört zum Arrondissement Rethel und zum Kanton Château-Porcien.

## Geographie
Durch den  südlich von Rethel liegenden Ort führt die Départementsstraße D925. Südwestlich des Dorfes liegen die Wälder La Coulisse und Le Pré. Südlich der Ortslage verläuft der Fluss Retourne.
Im Dorf befindet sich die Kirche Saint-Hilaire sowie das Schloss Alincourt.

## Bevölkerungsentwicklung
| Jahr                       | 1962 | 1968 | 1975 | 1982 | 1990 | 1999 | 2009 | 2019 |
| Einwohner                  | 114  | 85   | 79   | 86   | 91   | 78   | 137  | 158  |
| Quellen: Cassini und INSEE |      |      |      |      |      |      |      |      |

## Persönlichkeiten
Der französische Politiker Hilaire Flanders (1937–2004) wurde in Alincourt geboren und war zeitweise auch Bürgermeister der Gemeinde.
René Bérenger (1830–1915), französischer Jurist und Politiker, verstarb 1915 im Ort.